# 喉異盤魚
喉異盤魚，為輻鰭魚綱鱸形目喉盤魚亞目喉盤魚科的其中一種，分布於中東太平洋的墨西哥海域，屬底棲性魚類，生活在海草生長的潮間帶。